# Retablo de Alella

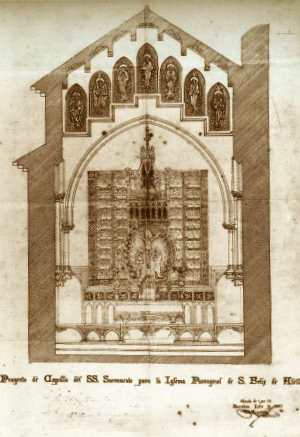
El proyecto de Gaudí de retablo de la Crucifixión para la capilla del Santísimo de la iglesia parroquial de San Félix de Alella, conservado en el Archivo Parroquial

El retablo de Alella es un diseño del arquitecto catalán Antoni Gaudí que forma parte del proyecto de la capilla del Santísimo Sacramento encargado en 1883 por el párroco Jaume Puig i Claret para la iglesia parroquial de Sant Feliu (San Félix) de Alella. Se lo conoce por un dibujo conservado en el Archivo Parroquial descubierto en 1959, delineado a tinta china en dos colores y con la firma de Gaudí, que fue publicado por primera vez ese mismo año. En 1960 fue incluida una reproducción en el libro Gaudí de George R. Collins, que al ser la primera monografía dedicada al arquitecto de Reus en idioma inglés fue trascendente para la difusión mundial de su obra.
El dibujo en cuestión es la sección transversal de una capilla adosada a la iglesia de Sant Feliu con cubierta a dos aguas sobre forjado de viguetas de madera apoyadas en arcos ojivales nervados, sistema característico del gótico catalán de arcos diafragmáticos y viguería leñosa que se puede ver por ejemplo en la capilla de Santa Ágata de Barcelona. En el ábside de la capilla y tras un arco apuntado con siete vidrieras de igual forma se sitúa el altar y su retablo en forma de panel plano, de marcada inspiración gótica, con las figuras escultóricas por delante y custodiado bajo un doselete cuyo motivo principal representa la crucifixión.
Ni el retablo ni la capilla proyectados por Gaudí llegaron a construirse pese a haber sido aprobado el proyecto el 11 de marzo de 1886 por el obispo de Barcelona, Jaime Catalá y Albosa. Finalmente fue edificada ese año la capilla según un proyecto diferente. El plano de Gaudí fue varias veces expuesto y reproducido. En 1997, por encargo del Ayuntamiento de Alella, se hizo la reconstrucción del altar y la capilla con medios informáticos a partir del diseño de Gaudí. Este trabajo formó parte en 1999 de la exposición Gaudí i Alella en el Centro Cultural Can Lleonard, que incluyó la maqueta de la capilla y el retablo.

## Descripción

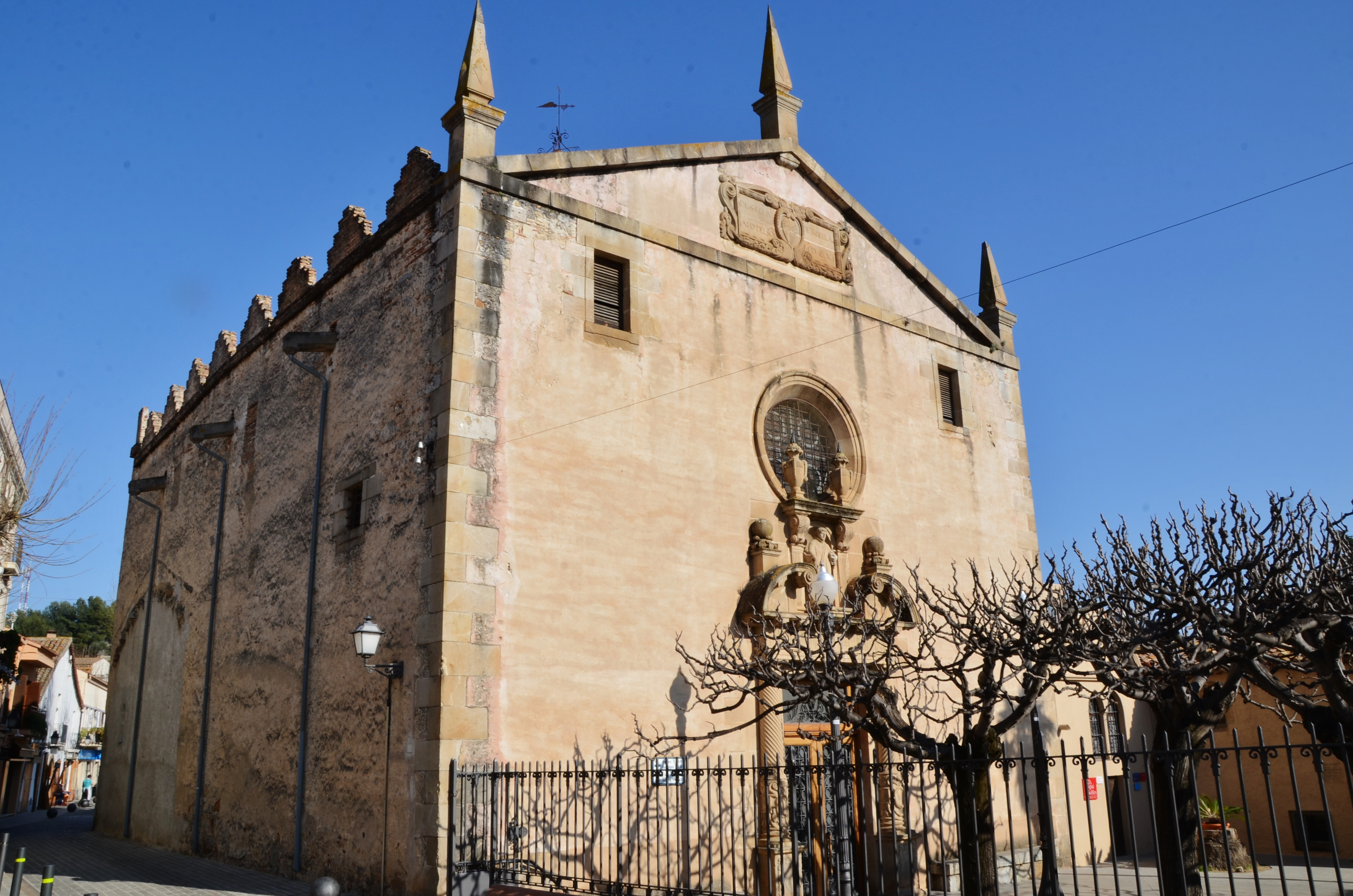
La iglesia parroquial de San Félix de Alella

El retablo es una tabla de forma cuadrada situada sobre un pedestal decorado con arcos apuntados y una guarda con medallones que presentan figuras vegetales y de ángeles. Enfrente se sitúa el altar con el sagrario, también de forma ojival. En el centro preside el conjunto la escultura de la crucifixión rodeada de una figura almendrada de la que surgen rayos, cubriendo todo un dosel de fino diseño gótico en forma de templete girado a 45 grados donde se sitúan ángeles custodios. Remata en una cubierta con agudas pendientes donde se sitúa una esbelta cruz que corona el retablo. La gran tabla sobre la que se estructura todo el conjunto está enmarcada por una delicada guarda y se divide en cuatro calles verticales en las que se repite 36 veces la palabra Sanctus. 
Estaba previsto en el proyecto de Gaudí que el retablo estuviera en el ábside de la capilla precedido de un arco con siete ventanas en forma de arco ojival dispuestas escalonadamente con figuras de ángeles en sus vidrieras.

## Simbolismo
En un artículo de 1983, con motivo del centenario de este proyecto, Joan Bassegoda explicó el simbolismo que encierra, basado en el Apocalipsis de san Juan. Los siete ángeles en los ventanales del arco testero son los que describe en el capítulo 8, versículo 2: «Vi siete ángeles que estaban en pie delante de Dios, a los cuales fueron dadas siete trompetas». En el capítulo 4 San Juan expresaba que vio cuatro seres —león, toro, águila y hombre— repitiendo de día y de noche la oración: «Santo, Santo, Santo, es el Señor Todopoderoso, el que era, el que es y el que vendrá». En cada una de las cuatro calles verticales del retablo se lee nueve veces la palabra Sanctus, equivalente a cuatro veces tres repeticiones de la triple jaculatoria. De esta forma queda simbolizado este pasaje del Apocalipsis. 
La figura central del altar es la crucifixión con Cristo en la cruz junto a la Virgen y san Juan componiendo la llamada «Trinidad horizontal» o «Trinidad juanista». El grupo se sitúa delante de una forma almendrada de la que irradian rayos de luz desde la cabeza de Cristo, formando la llamada aureola elíptica, símbolo de la apoteosis y la gloria.
Así todo el conjunto de la capilla y el retablo formaba un directo simbolismo de la crucifixión y la interpretación de pasajes del Apocalipsis de san Juan. La invocación del Sanctus había sido usada poco antes por Gaudí en el dibujo acuarelado de un relicario conservado en el museo de Reus y, al año siguiente, la repetirá en las vidrieras de la cripta de la Sagrada Familia. Bassegoda remarca que ya el proyecto estudiantil de puerta para un cementerio de 1875 de Gaudí contenía numerosos símbolos apocalípticos.

Proyecto de reconstrucción de la capilla y el retablo de la Crucifixión para la iglesia parroquial de Alella, realizado por Joan Bassegoda Nonell, Bibiana Sciortino y Mario Andruet
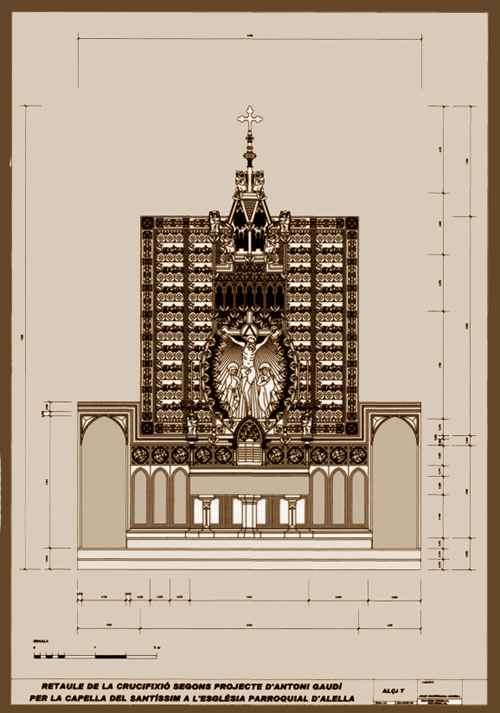
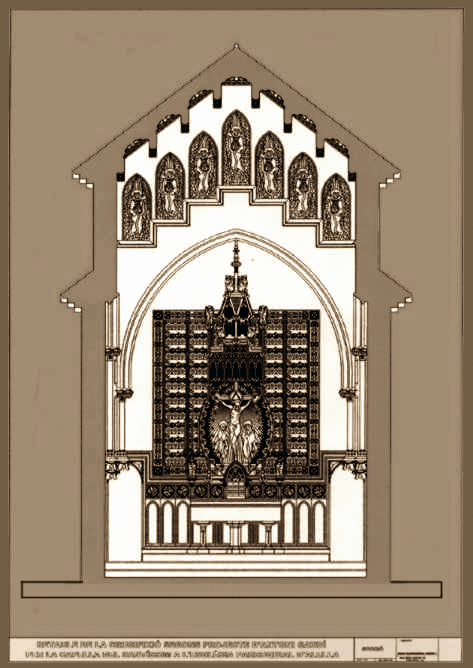
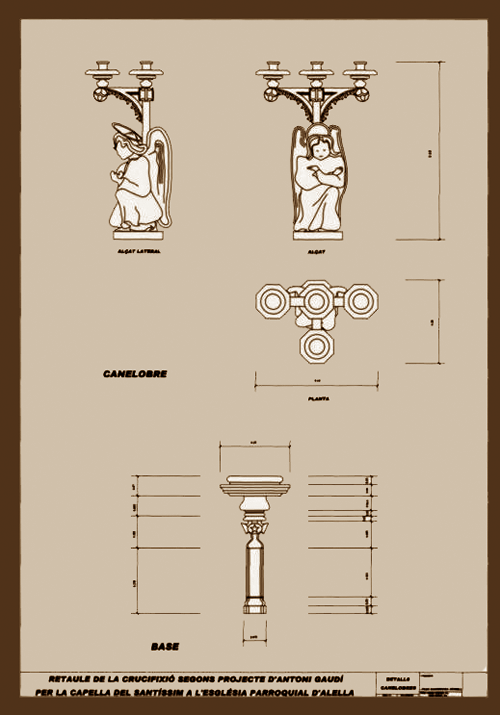
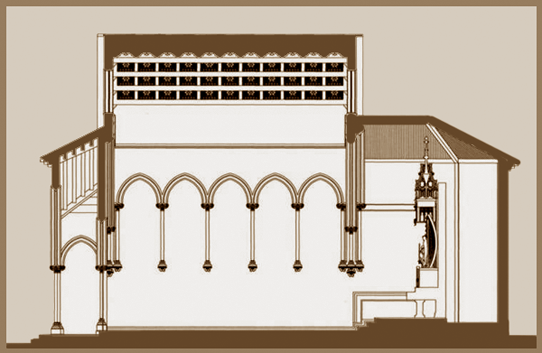
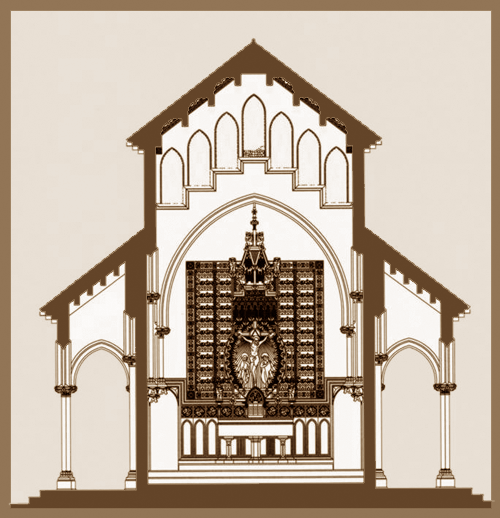

## Otras obras de Gaudí en Alella

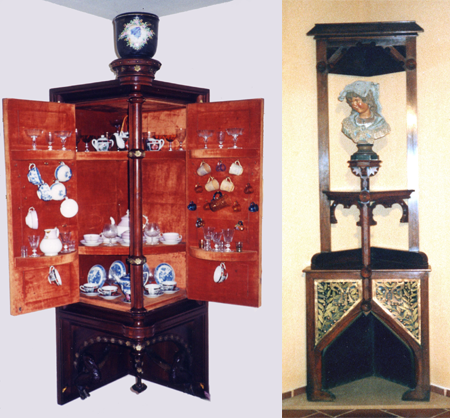
Muebles diseñados por Gaudí para la casa que la familia Vicens tenía en Alella

Gaudí entabló amistad con Manuel Vicens Montaner a partir del encargo de la famosa casa Vicens de Barcelona. A raíz de ello pasó algunos veranos de la década de 1880 en la residencia que esta familia tenía en Alella en la calle de Dalt, hoy calle de Anselm Clavé.  Gaudí diseñó dos muebles que estuvieron muchos años en esa casa cuando habitó en ella la hija de Vicens: una chimenea rinconera de madera y metal actualmente expuesta en la casa Vicens presidida por un busto sobre un esbelto pedestal en la que pueden verse las iniciales M.V. (de Manuel Vicens) escritas sobre plancha metálica. El otro es un armario esquinero colgante de madera e incrustaciones de metal dorado cuyas puertas tienen estantes en su cara interior, con lo que se logra optimizar la funcionalidad del pequeño mueble, que actualmente se encuentra en una casa particular de Barcelona. Este mueble tiene las iniciales D.G. de Dolors Giralt, esposa de Vicens. 
En la iglesia parroquial de Alella hay otra construcción que puede atribuirse a Gaudí. Es el primer tramo de la escalera del campanario románico, el más notable de su estilo en la zona costera de Cataluña, que recibió una modificación en su tramo inicial en la planta baja, dándosele forma curva con escalones partidos de planta triangular de modo que cada escalón permite ganar dos alturas, según el sistema gótico descrito e ilustrado por Viollet-le-Duc, que permite escaleras con pendientes de hasta 45 grados. Debe darse a Gaudí el crédito de haber innovado sobre este esquema que se aplicaba solamente a escaleras rectas. Por las mismas fechas Gaudí estaba construyendo una escalera similar en la caballeriza de la Finca Güell, cosa que hace muy verosímil atribuirle la escalera del campanario de Alella. Una escalera de la misma configuración fue proyectada por Gaudí en la Cascada del Parque de la Ciudadela de Barcelona cuando colaboró con Josep Fontserè en las obras de este parque. En este caso la estructura era metálica, mientras que las otras dos son de ladrillos. 
Finalmente debe señalarse la cruz de hierro forjado situada junto al altar, cuya forma es similar a la que Gaudí dibujó en el proyecto del altar de la Crucifixión —en el plano está sugerida ya que se encuentra tapada por el arco— y que se atribuye igualmente al arquitecto.